# Rocky Mountain House
Rocky Mountain House est une ville (town) du Comté de Clearwater, située dans la province canadienne d'Alberta.

## Démographie
En tant que localité désignée dans le recensement de 2011, Rocky Mountain House a une population de 6 933 habitants dans 2651 de ses 2800 logements, soit une variation de 0,9 % avec la population de 2006. Avec une superficie de 12,992 8 km2, la ville possède une densité de population de 533,603 2 hab/km2 en 2011.
Concernant le recensement de 2006, Rocky Mountain House abritait 6 874 habitants dans 2615 de ses 2719 logements. Avec une superficie de 12,439 7 km2, la ville possédait une densité de population de 552,6 hab/km2 en 2006.
| 2001  | 2006  | 2011  | 2016  |
| ----- | ----- | ----- | ----- |
| 6 208 | 6 874 | 6 933 | 6 635 |